# 都市日報
都市日報（としにっぽう、英語: Metro Daily、メトロポリス・デイリー）は、スウェーデンのメトロ・インタナショナル新聞社が世界20カ国で発行している無料新聞である。1995年2月13日にスウェーデンのストックホルムで初めて創刊された。
香港版は2002年創刊され、無料新聞としては香港で創刊が最も早かった。毎週月曜日から金曜日まで香港鉄路の駅構内で無料で配られ、ニュース、経済、エンターテインメント、旅行、グルメなど情報が掲載されている。

## ウェブサイト
- メトロ・インタナショナル（英語）
- メトロポリス・デイリー（香港、中国語）
- メトロポリス・デイリー（スウェーデン、スウェーデン語）
- メトロポリス・デイリー（ソウル、韓国語）